# Министерство экономики и инноваций Литвы

Министерство экономики и инноваций Литвы является правительственным ведомством Литовской Республики. Его деятельность уполномочена Конституцией Литовской Республики, указами Президента и премьер-министра и законами, принятыми Сеймом (парламентом). Его миссия заключается в разработке действенных правовых и экономических условий для экономического развития и обеспечения благосостояния населения и занятости. 
В декабре 1996 года Сейм Литовской Республики упразднил министерства экономики, энергетики и министерство промышленности и торговли и учредил новое министерство экономики (хозяйства).
С 1 января 2019 года Министерство хозяйства было изменено на Министерство экономики и инноваций.
С 11 декабря 2020 года министерством руководит Аушрине Армонайте.

## Руководители
глава министерства:
- Винцас Кястутис Бобилюс (19.12.1996 — 01.06.1999)
- Еугениюс Мальдейкис (01.06.1999 — 03.11.1999)
- Валентинас Милакнис (03.11.1999 — 27.10.2000)
- Еугениюс Мальдейкис (27.10.2000 — 15.02.2001)
- Еугениюс Гентвилас (15.02.2001 — 04.07.2001)
- Петрас Чесна (04.07.2001 — 29.11.2004)
- Виктор Успасских (29.11.2004 — 10.06.2005)
- Кястутис Даукшис (10.06.2004 — 06.07.2006)
- Витас Навицкас (06.07.2006 — 09.12.2008)
- Дайнюс Крейвис (09.12.2008 — 17.03.2011)
- Римантас Жилюс (17.03.2011 — 13.12.2012)
- Бируте Весайте (13.12.2012 — 03.06.2013)
- Эвалдас Густас (03.06.2013 — 13.12.2016)
- Миндаугас Синкявичюс (13 декабря 2016 — 13 октября 2017)
- Виргиниюс Синкявичюс (27 ноября 2017 — 30 ноября 2019)
- Римантас Синкявичюс (30 июня 2020 — 11 декабря 2020)
- Аушрине Армонайте (11 декабря 2020 — н. в.)